# Горные железные дороги Индии
Горные железные дороги Индии — несколько железных дорог в Индии, построенных в горных районах страны и признанных ЮНЕСКО объектами всемирного наследия: 
- Дарджилингская железная дорога,
- Горная железная дорога Нилгири,
- Железная дорога Калка-Шимла.

Дарджилингская железная дорога была признана объектом всемирного наследия в 1999 году. Горная железная дорога Нилгири была добавлена в список объектов Всемирного наследия в 2005 году, а дорога Калка-Шимла — в 2008 году.
Эти дороги были признаны Всемирным наследием с формулировкой: «Выдающийся пример смелого, хитроумного технического решения проблемы создания эффективного железнодорожного сообщения в пересеченной, гористой местности».